# Російська мафія
«Росі́йська ма́фія» — умовна назва організованих злочинних груп, сформованих на пострадянському просторі після розпаду Радянського Союзу. Злочинні угрупування із колишнього СРСР мають значний вплив у пострадянських державах, поширюють свою діяльність в країнах Європи і Америки, де конкурують із італійською та іншими мафіями. На Заході під терміном «російська мафія» розуміють злочинців-вихідців із колишнього СРСР різних національностей [джерело не вказане 4252 дні].